# Aline Marney
Aline Marney fue una actriz de cine francesa que incursionó en el cine argentino.

## Carrera
Marney fue una joven y bella actriz rubia que se lució en roles de reparto. Hija del director francés Henri Martinent, fue este quien la llevó a la Argentina para que incursionase en solo dos films junto con actores de la talla de Luis Sandrini, Rosa Rosen, María Ramos, Lalo Bosch, Aída Luz, Bertha Moss, Orestes Caviglia, Pedro Tocci, Juan Mangiante, Héctor Quintanilla y Vicente Álvarez, entre otros.

## Filmografía
- 1940: Pueblo chico, infierno grande[3]
- 1943: Capitán Veneno[4]